# Nuer (Sprache)
Nuer, Eigenbezeichnung Naath oder Naadh, ist die Sprache des afrikanischen Nuer-Volkes und gehört zur Sprachgruppe Nuer-Dinka innerhalb der westnilotischen Sprachen. Sie wird von rund 900.000 Menschen gesprochen, von denen etwa 740.000 im Südsudan leben (Stand 1982) und 65.000 in Äthiopien (Stand 1998).
Nuer ist keine Amtssprache, hat aber einen gehobenen Status in der äthiopischen Region Gambella, dort müssen Politiker die Sprache beherrschen.